# Вальтер Гінггофер
Вальтер Гінґгофер (нім. Walter Hinghofer; 19 травня 1885, Трансильванія — 17 лютого 1951, Відень) — австрійський і німецький офіцер, доктор права (16 липня 1927), генерал-лейтенант вермахту.

## Біографія
2 жовтня 1905 року поступив на службу однорічним добровольцем в австро-угорську армію. 30 вересня 1906 року відправлений у резерв. 1 листопада 1909 року повернувся на активну службу. Учасник Першої світової війни. Після війни продовжив службу в австрійській армії. Після аншлюсу 15 березня 1938 року автоматично перейшов у вермахт.
З 22 серпня 1939 року — генерал для особливих доручень 18-го армійського корпусу. 17 січня 1940 року відряджений у слідчий штаб головнокомандувача на Сході, з 9 лютого — начальник штабу. З 2 липня 1941 року — командир 324-ї, з 19 листопада 1941 року — 717-ї піхотної дивізії. 25 жовтня 1942 року відправлений у резерв ОКГ. З 27 січня 1943 року — генерал для особливих доручень групи армій «Дон», з 12 лютого 1943 року — групи армій «Південь». 15 січня 1944 року знову відправлений у резерв ОКГ. З 18 березня 1944 року — директор Ризької контрольної комісії. З 20 серпня 1944 року переведений в командування 17-го військового округу. 31 грудня 1944 року звільнений у відставку.

## Звання
- Лейтенант резерву (1 січня 1907)
- Лейтенант (1 листопада 1909)
- Обер-лейтенант (1 серпня 1914)
- Гауптман (1 травня 1917)
- Титулярний майор (8 липня 1921)
- Штабс-гауптман (1 березня 1923)
- Майор (19 січня 1928)
- Оберст-лейтенант (24 січня 1930)
- Оберст (23 вересня 1933)
- Генерал-майор (1 червня 1939)
- Генерал-лейтенант (1 липня 1941)

## Нагороди
- Ювілейний хрест (1908)
- Пам'ятний хрест 1912/13
- Почесний знак Австрійського Червоного Хреста 2-го класу
- Бронзова і срібна медаль «За військові заслуги» (Австро-Угорщина) з мечами
- Хрест «За військові заслуги» (Австро-Угорщина) 3-го класу з військовою відзнакою і мечами
- Орден Залізної Корони 3-го класу з військовою відзнакою і мечами
- Військовий Хрест Карла
- Медаль «За поранення» (Австро-Угорщина) з однією смугою
- Залізний хрест 2-го класу
- Військовий Хрест Фрідріха-Августа (Ольденбург) 2-го класу
- Особливий і загальний хрест «За відвагу» (Каринтія)
- Пам'ятна військова медаль (Австрія) з мечами
- Хрест «За вислугу років» (Австрія) 2-го класу для офіцерів (25 років)
- Почесний хрест ветерана війни з мечами
- Медаль «За вислугу років у Вермахті» 4-го, 3-го, 2-го і 1-го класу (25 років)
- Нагрудний знак «За поранення» в чорному
- Застібка до Залізного хреста 2-го класу
- Хрест Воєнних заслуг 2-го і 1-го класу з мечами